# Asclepias curassavica
Asclepias curassavica, llamada popularmente algodoncillo, venenillo, bandera española,  flor de sangre, platanillo, hierba María, mata ganado, pelo de gato o burladora, es una especie perenne del género Asclepias, en la familia Apocynaceae.
Esta especie, que es nativa de la América tropical, actualmente se encuentra naturalizada en muchas otras partes del mundo. Se cultiva como planta ornamental de jardín y como fuente de alimento para las mariposas, en los jardines de mariposas.

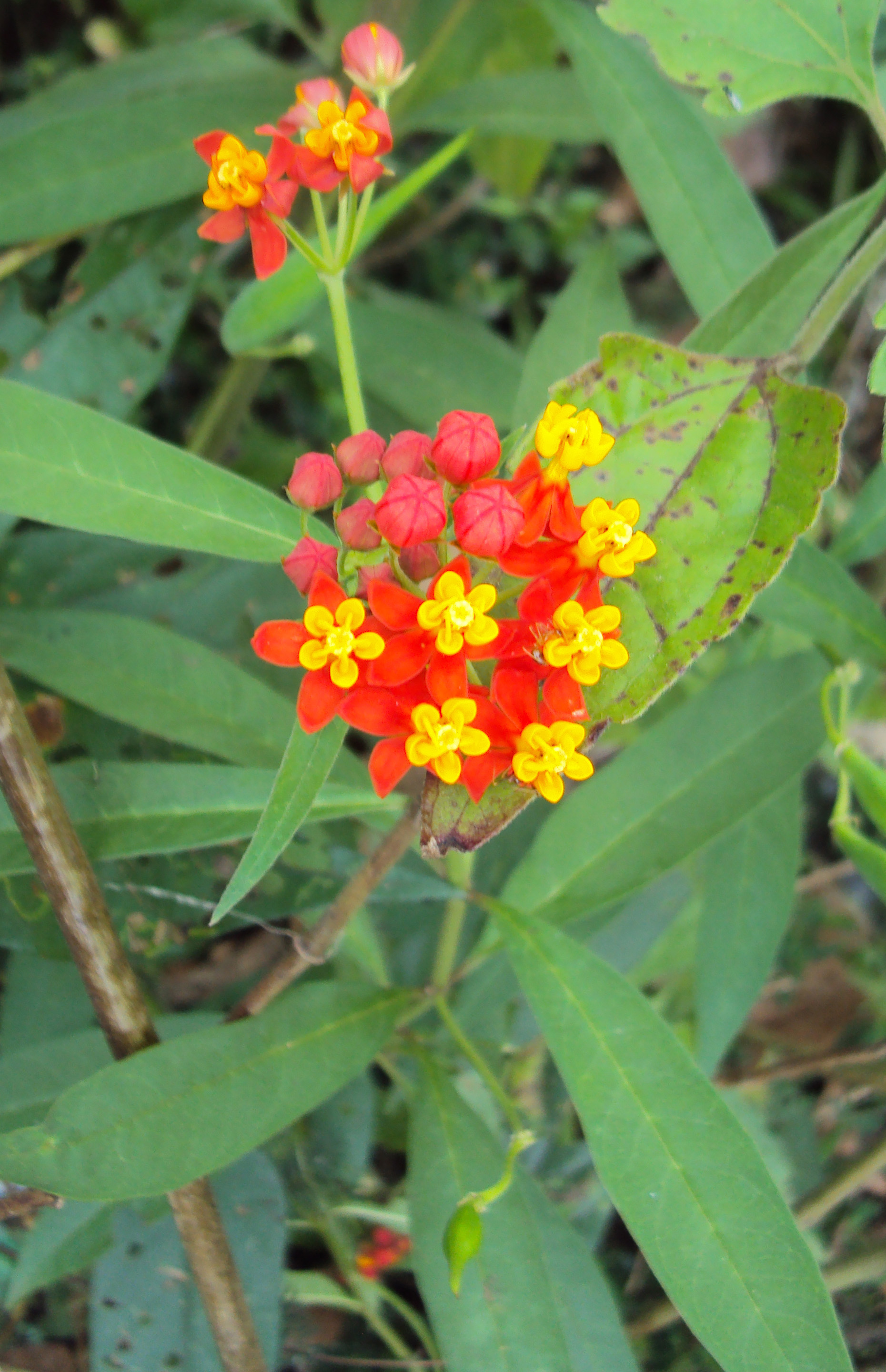
Flores

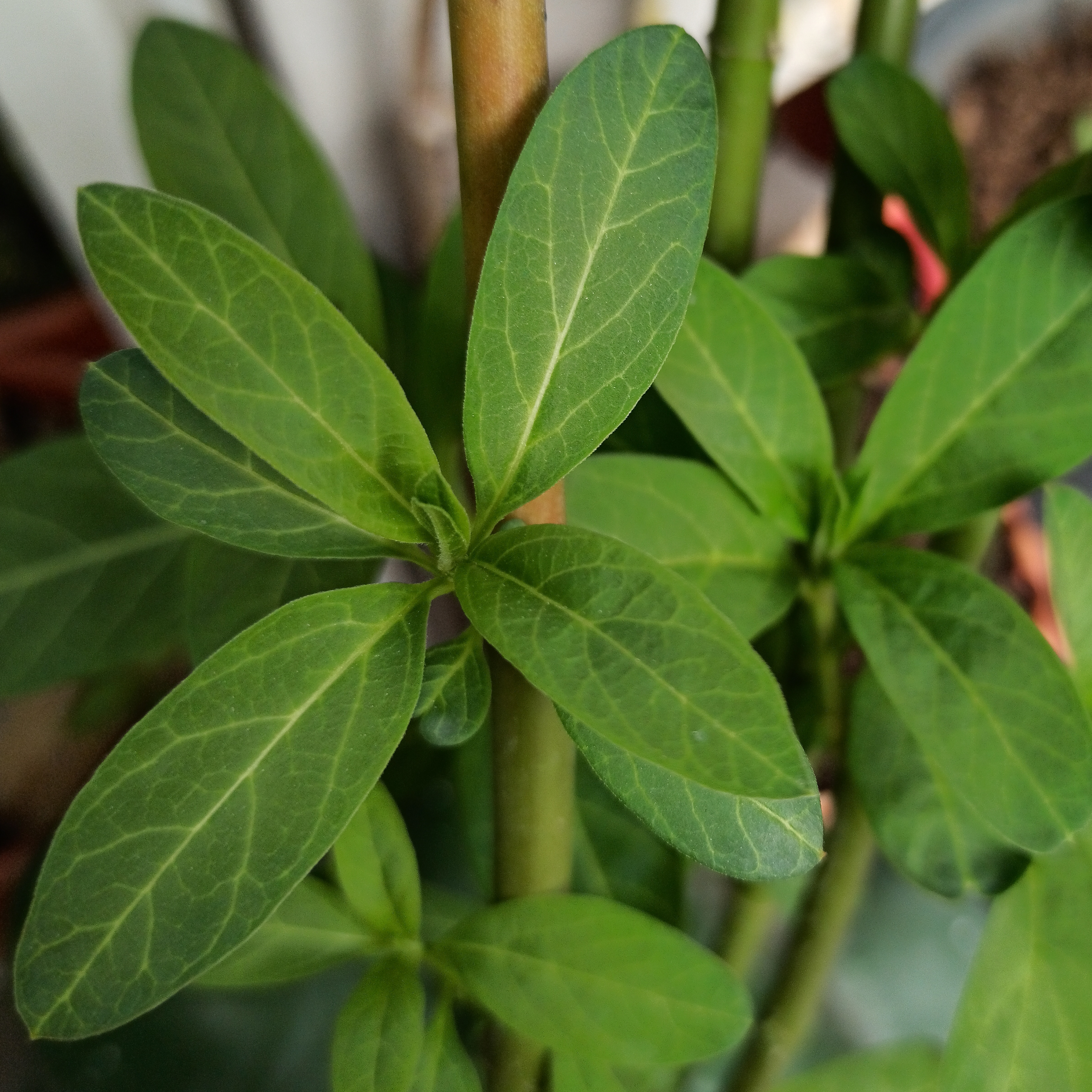
Hojas

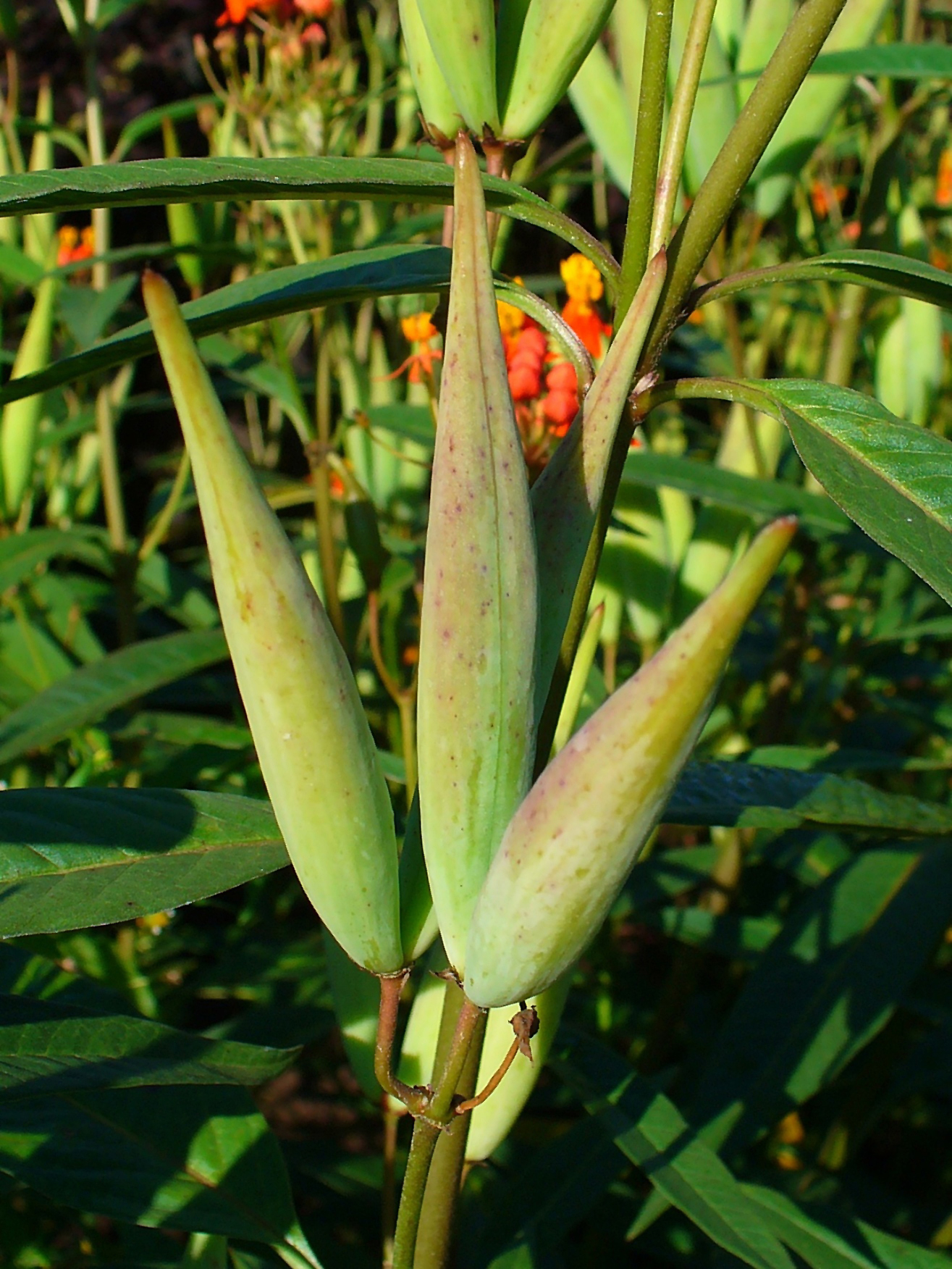
Frutos

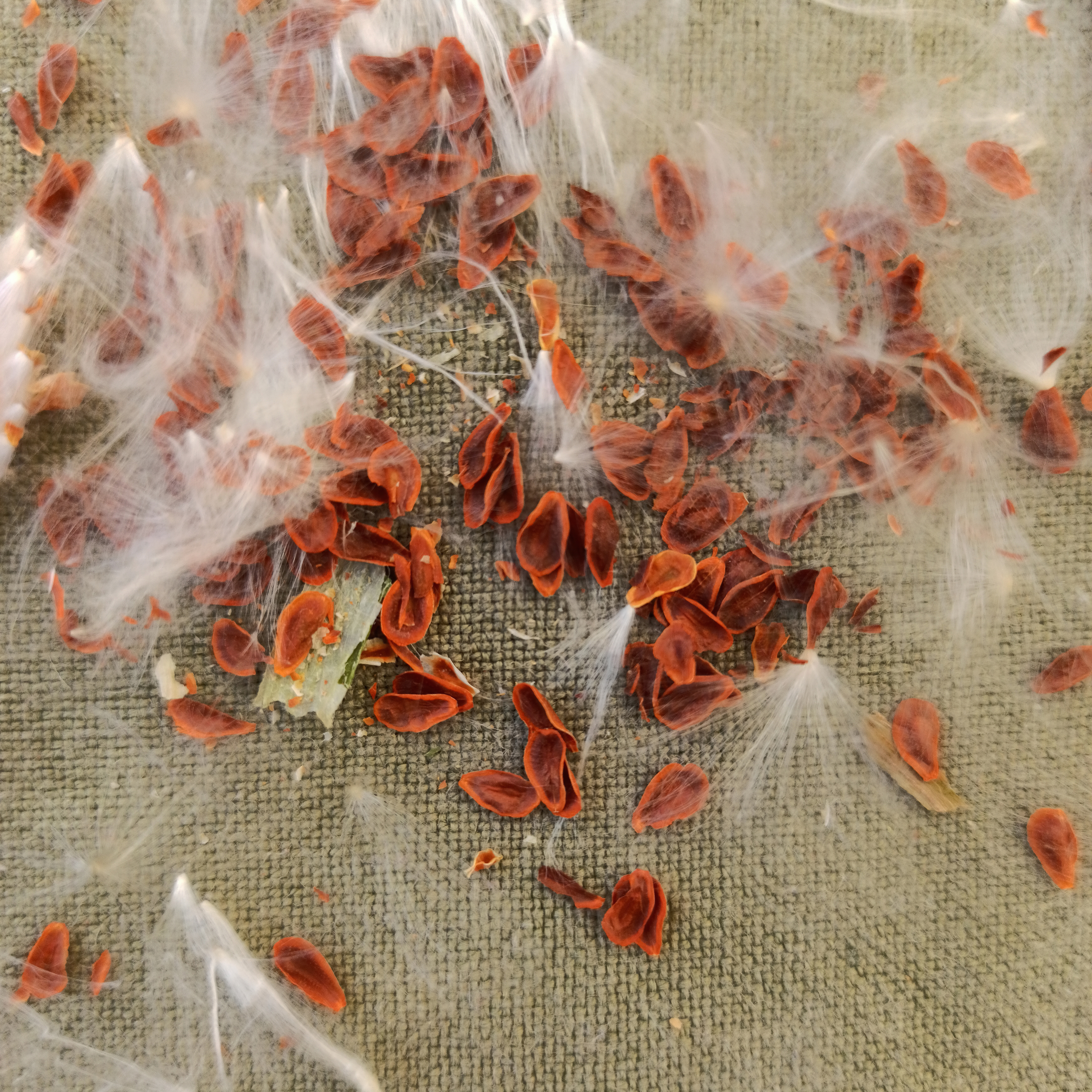
Semillas

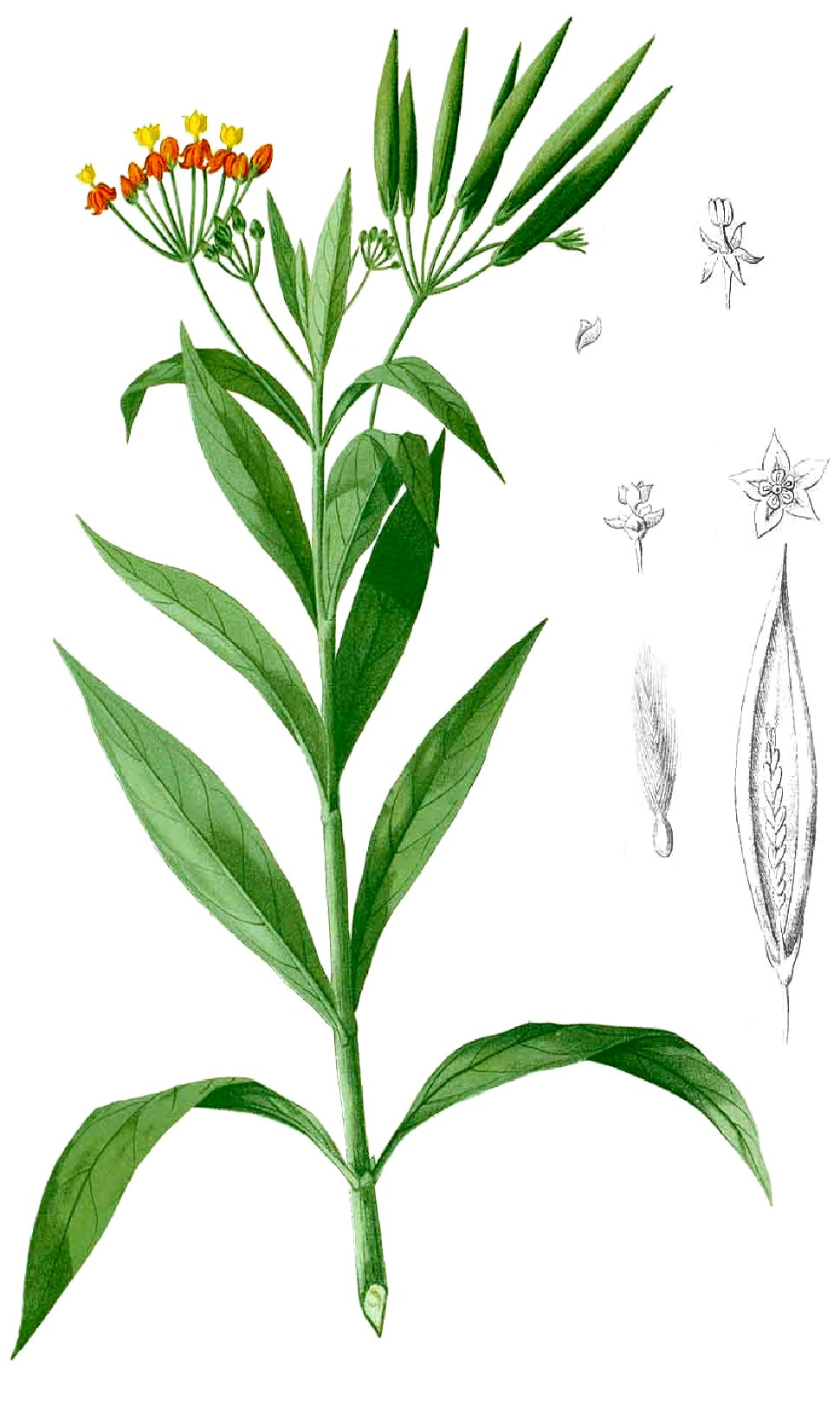
Ilustración

## Descripción
Las plantas típicas son subarbustos perennes que crecen hasta 1 m de altura, tienen tallos grises pálidos.
Tiene hojas opuestas, lanceoladas u oblongo-lanceoladas, y en las extremidades acuminadas o agudas. Las flores surgen en cimas axilares con 10 a 20 flores cada una.
Las corolas pueden ser de color púrpura o rojo y los lóbulos de la corona amarillos o naranja por lo que también se la llama bandera española.
Frutos fusiformes de 5 a 10 cm de longitud, llamados folículos. Los folículos contienen semillas ovales oscuras de 6 a 7 mm de largo, éstas poseen pelos sedosos que les permiten flotar en corrientes de aire cuando los folículos se abren. Las plantas florecen casi todo el año. Las plantas contienen una savia lechosa, como la mayoría de los miembros del género.

## Cultivo
Hay una gran diversidad de cultivares con flores de colores modificados (rojo brillante, amarillo o naranja) y un hábito más corto. En jardinería el algodoncillo (Asclepias curassavica) es considerada una planta excelente en jardines de mariposas o como flor cortada. Sin embargo, recientemente se ha descubierto que esta planta propaga un protozoario parásito (Ophyrocystis elektroscirrha) de las orugas de la mariposa Monarca (Danaus plexippus).

## Distribución
Asclepias curassavica es una especie muy difundida, desde el sur de Norteamérica, pasando por América Central hasta Sudamérica.
Es una especie introducida en los estados sur de Estados Unidos, California, Florida, Luisiana, Tennessee y Texas, así como en Hawái, los territorios de Puerto Rico y las Islas Vírgenes.
Ha sido introducida y naturalizada en las provincias de Anhui, Fujian, Guangdong, Guangxi, Guizhou, Hainan, Hubei, Hunan, Jiangsu, Jiangxi, Qinghai, Sichuan, Xizang, Yunnan y Zhejiang de China, así como en Taiwán.
En Rolleston, Queensland, Australia se la considera una planta exótica pero no invasora.
En Lima, Perú, Esta planta era y aún es plantada por partes de la ciudad, y es considerada como una planta de jardín.

## Ecología
Esta planta atrae la mariposa Danaus plexippus debido a que es una planta hospedera para esta mariposa, y los adultos visitan las flores.

## Propiedades

### Propiedades químicas
Asclepias curassavica contiene varios cardenólidos que incluyen asclepina, calotropina, uzarina y sus geninas, calactina, coroglucigenina y uzarigenina. También contiene ácidos oleanólicos, ß- sitosterol y glicósidos de asclepina.

### Usos tradicionales
Esta planta es conocida como quiebra muelas o revienta muelas entre otros nombres, en alusión a una de sus propiedades medicinales. En algunos estados del centro y sur de México se reporta útil para el tratamiento de problemas dentales: las caries o muelas picadas, con su empleo se busca por un lado calmar el dolor y por otro extraer la pieza afectada mediante su fragmentación. El tratamiento generalmente consiste en la aplicación del látex, ya sea de manera directa o en un algodón bien impregnado, sobre la pieza que causa la molestia; se espera con ello romperla, aliviando así el dolor y facilitando su extracción. En Tabasco además del procedimiento descrito, usan también la semilla sobre el diente que duele, para eliminar la molestia. En cualquier caso se recomienda aplicar con cuidado el látex, pues aparte de irritar las mucosas, tiene un marcado efecto purgante e incluso advierten que la ingestión puede intoxicar, lo consideran venenoso.
Es también muy frecuente el empleo del látex, en aplicación externa, para atender diversos padecimientos de la piel. Entre ellos se mencionan a varios tipos de granos: granos de niños, granos en la cabeza y granos de gonorrea; así como en verrugas, mezquinos, infecciones cutáneas, sarna, alforra, erisipela, ”fogajes”, nacidos y edemas. En Puebla, los tratamientos son variados. Se puede aplicar sobre los granos una pomada elaborada a base de manteca y el látex de la planta; o caldear la zona afectada con el cocimiento del quiebramuelas junto con un manojo de cualquiera de las siguientes plantas: flor tocada (Lobelia laxiflora), gobernadora (Lantana camara) y la hoja delgada. Los granos de la cabeza se lavan con el cocimiento de la planta.
Cuando ocurre una mordedura de víbora o culebra en Puebla, se aplica el cocimiento de la planta para caldear la parte afectada o se restriega en crudo. La recomiendan además en picaduras de escorpión o de mosca chiclera. Y para raspaduras y espinas enterradas, se usa el látex sobre la parte afectada.

## Taxonomía
Asclepias curassavica fue descrita por Carlos Linneo y publicado en Species Plantarum 1: 215. 1753.
Etimología
Asclepias: nombre genérico dedicado a Asklepios, dios de la Medicina en la mitología griega.
curassavica: epíteto geográfico que alude a la isla de Curaçao, en el Caribe.
Sinonimia
- Asclepias aurantiaca Salisb.
- Asclepias bicolor Moench
- Asclepias cubensis Wender.
- Asclepias margaritacea Hoffmann. ex Schult.
- Asclepias nivea var. curassavica (L.) Kuntze[12]

## Nombres comunes
- Adelfilla, burladora, calderona, cancerillo, cerillo, chilillo, chilillo venenoso, cinco llagas, cojón de gato, cominos rústicos, contrayerba, cresta de gallo, flor de tigre, hierba de la culebra, hierba del sapo, hierba María, hoja delgada, la señorita, Pablito, pericón, ponchilhuite, ponchiuis, quiebra muelas, revienta muelas, rompe muelas, saca espinas, salvilla, San Pablillo, Santa Rosa, señorita, soldaditos, soldadillo, solimán, venenillo, vevenillo, víbora, viborona.[9]
- Árbol de la seda, chuchumeca del Perú, flor de la calentura encarnada (Cuba), flor de la reina (Perú), flor de la seda.[13]